# 葵康苑
葵康苑（英語：Kwai Hong Court），是由香港房屋委員會發展的居者有其屋屋苑，位於香港新界葵涌葵盛圍及大窩口道交匯處（葵涌市地段420號），東面是新葵興花園以及港鐵葵興站。屋苑於1992年12月第14期丙居屋計劃發售，在1993年落成。工程項目合約總值約為1億7仟多萬港元。屋苑由關永康建築師事務有限公司設計、鴻運建築有限公司承建，屋苑曾經是康業服務有限公司管理，直到2023年6月轉由富城物業管理有限公司管理 。

## 屋苑資料

### 設計與結構
屋苑共有2座38層高的住宅及1座停車場，停車場上蓋為平台花園，設有通道與住宅樓宇相連。全苑共有701個單位，
由於地盤細小及位於崎嶇山坡之上，部份位置不適合建屋、不適合採用標準設計，故此要採用的特別設計把地盤的發展潛力用盡及遷就地形，同時因為採用特別設計緣故、每層有1至10個單位不等。大廈設計以私人參建居屋屋苑的設計為藍本（像是上水翠麗花園）單位間隔分為2房2廳及3房2廳設計，每戶在廚房設有一個小露台。

### 樓宇
| 樓宇名稱（座號） | 門牌號碼      | 樓宇類型 | 落成年份 | 層數 | 每層伙數 | 單位數目（伙） | 建築師                   | 承建商           | 提供升降機的廠商 |
| ---------------- | ------------- | -------- | -------- | ---- | -------- | -------------- | ------------------------ | ---------------- | ---------------- |
| 葵明閣（A座）    | 大窩口道150號 | 非標準型 | 1993年   | 37   | 10       | 346            | 關永康建築師事務有限公司 | 鴻運建築有限公司 | 通力             |
| 葵逸閣（B座）    | 大窩口道150號 | 非標準型 | 1993年   | 37   | 10       | 355            | 關永康建築師事務有限公司 | 鴻運建築有限公司 | 通力             |

## 圖片集

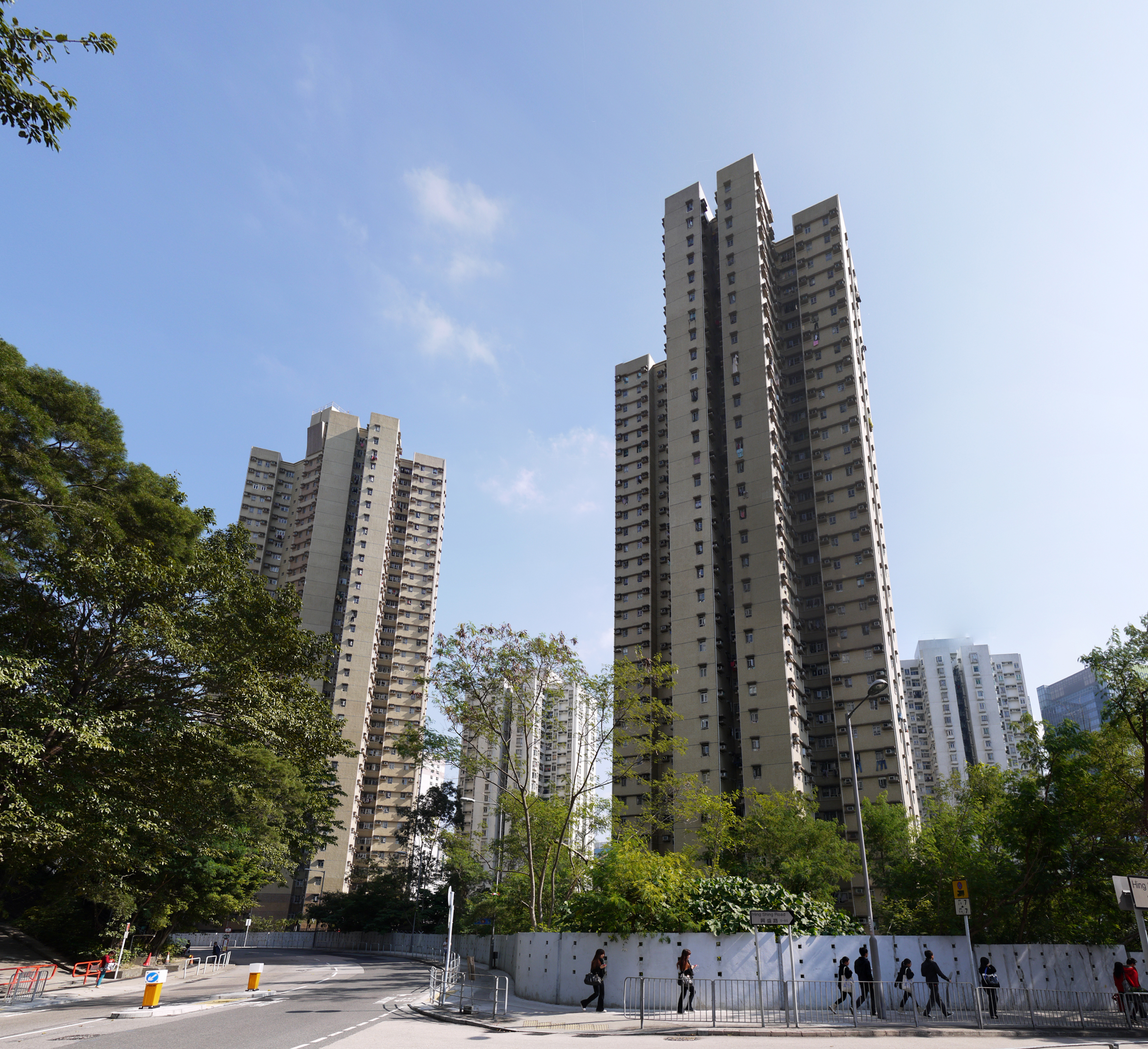
從葵盛圍望向葵康苑的全景圖
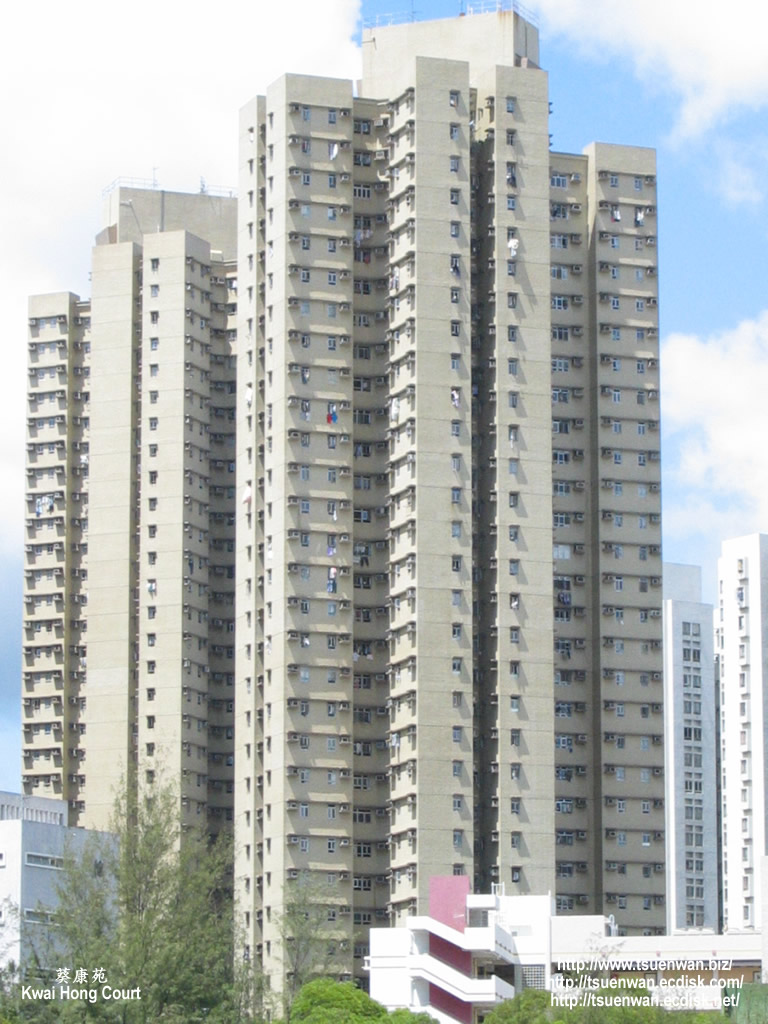
葵康苑
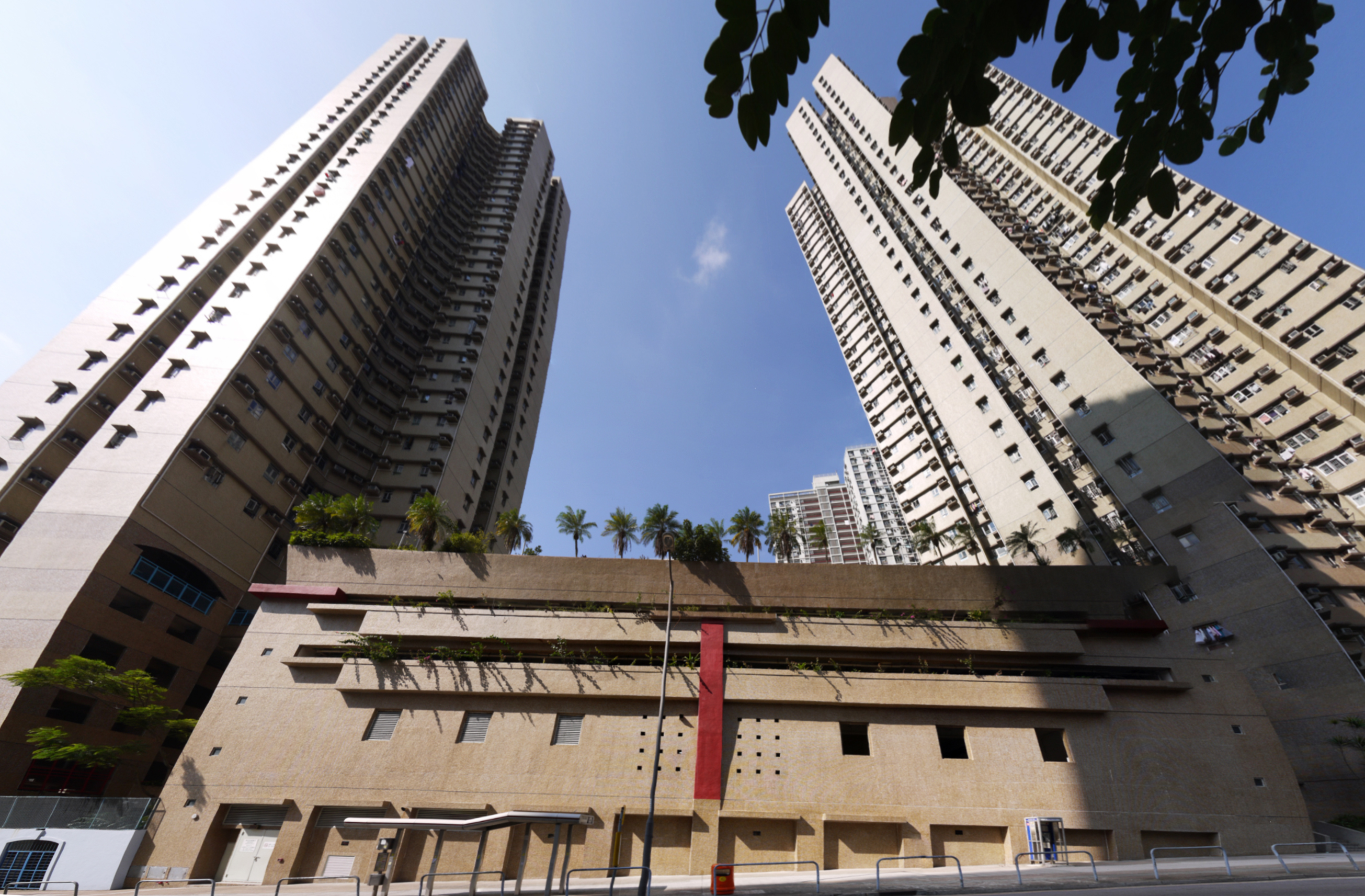
葵康苑基座停車場外立面全景